# Hannekenswerve
Hannekenswerve is een verdwenen dorp in West-Zeeuws-Vlaanderen in de Nederlandse provincie Zeeland. Het was gelegen op 2,8 km ten oosten van Sluis.

## Geschiedenis

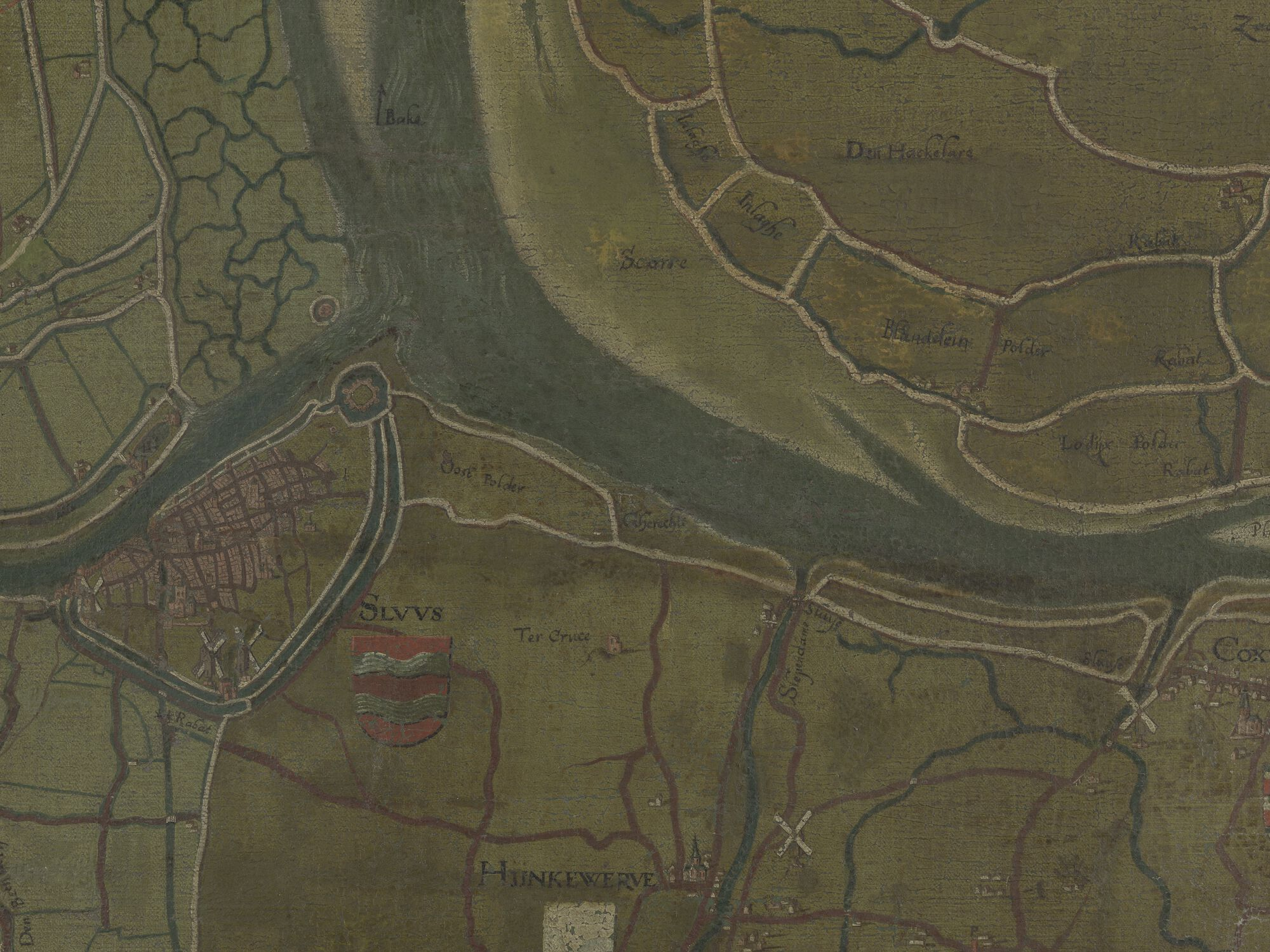
Omgeving van Sluis op de Pourbuskaart (1571) met centraal onderaan Hinkewerve

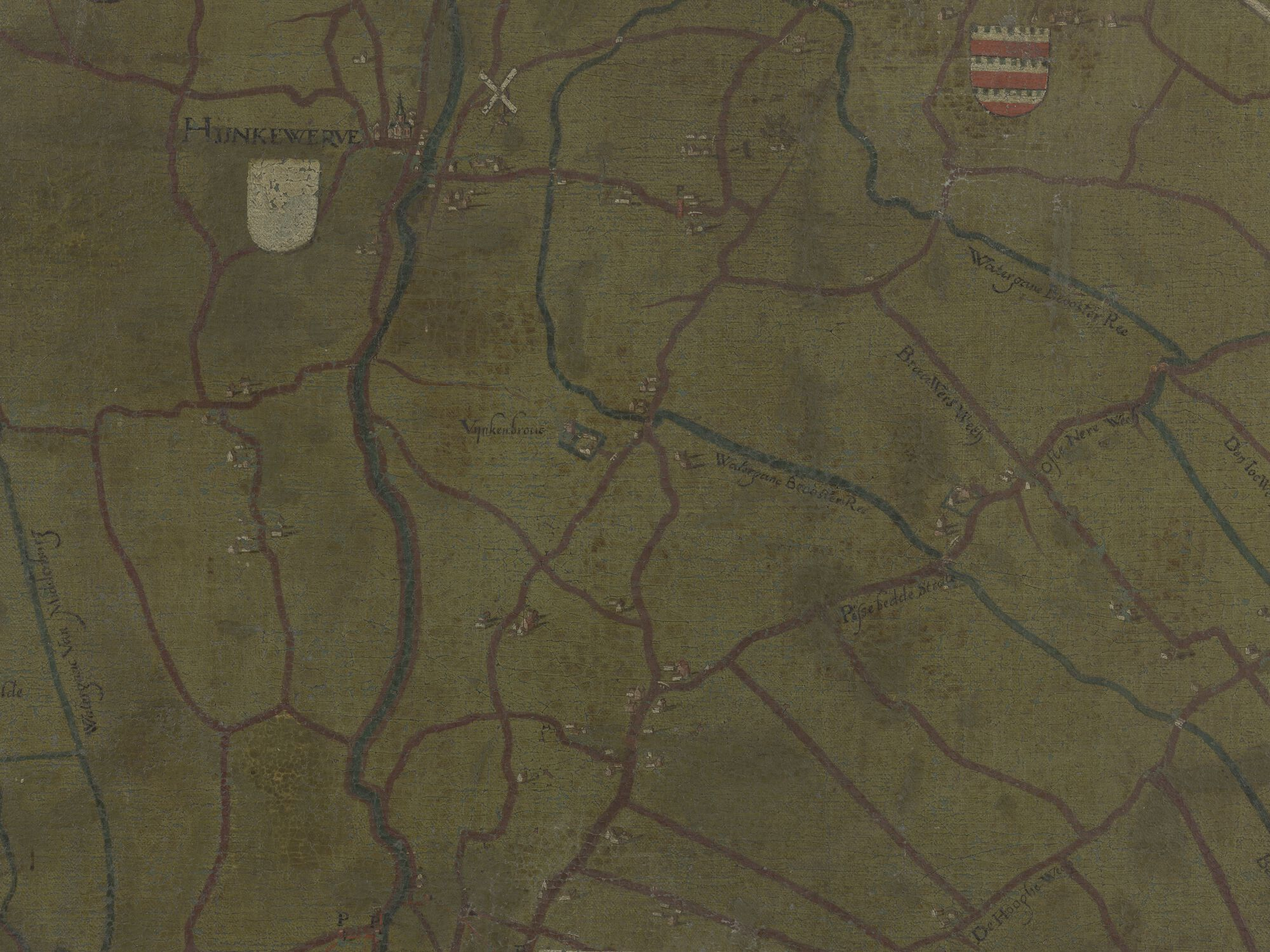
Hinkewerve op de Pourbuskaart (1571)

Het uitgangspunt van het dorp was een terp (= werf, van werpen) waarop woningen werden gebouwd waaruit uiteindelijk een dorp ontstond.
In 1169 werd het voor het eerst genoemd, als Hanekinwerve. Een andere oude aanduiding was Heinkewerve. Het dorp werd geteisterd door diverse stormvloeden, namelijk de Sint-Elisabethsvloed van 1421 en de Cosmas- en Damianusvloed van 1477. Het waren echter de inundaties van 1583 en 1604 die het dorp voorgoed wegvaagden. In 1666 was de plaats van het dorp nog wel bekend maar werden er geen resten meer van gezien.

## Opgraving
In 1964 werden overblijfselen gevonden bij de aanleg van een waterleiding, waarop een proefopgraving volgde. Daarna werd een grootscheepse opgraving onder leiding van Jan van Hinte doorgevoerd. Hierbij werd het grootste gedeelte van de fundamenten van de kerk van het dorp opgegraven.
De eerste vermelding betrof de kapel, die dus in 1169 al moet hebben bestaan. Bij de bouw van dit zaalkerkje zijn resten gebruikt van de voormalige Romeinse versterking van Aardenburg, namelijk tufsteen en Romeinse baksteen.
Uit het laatste kwart van de 12e eeuw stamt een vergroting van deze kerk tot driebeukige Romaanse kruiskerk. Deze Sint-Nicolaaskerk was een dochterkerk van de Mariakerk van Aardenburg. Waarschijnlijk bezat ze ook een achthoekige vieringtoren, zoals er vele in Vlaanderen voorkomen. In de 13e eeuw werd de kerk opnieuw uitgebreid in baksteen.
Men heeft vele grafresten gevonden, waaronder grafstenen met inscripties, die dateren van 1311 tot 1563. Ook grafkelders werden gevonden die van binnen beschilderd waren.
Enkele grafstenen bevinden zich in de Sint-Baafskerk te Aardenburg. Eén is te zien in het Gemeentelijk Archeologisch Museum te Aardenburg.